# Hiéroglyphe égyptien F10
La tête et cou de bovin, en hiéroglyphes égyptiens, est classifiée dans la section F « Parties de mammifères » de la liste de Gardiner ; cet hiéroglyphe y est noté F10.

## Représentation
Il représente une tête de bovin (race Negou) sur un coup très allongé et simplifié en deux traits, peut être le coup d'un animal au long coup (Gazelle de Waller (?)). Il est translittéré ˁm. 

## Utilisation
| F11 |

| F11 |

| a · m | F10 | A2 |

| a · m | F10 | A2 |

C'est un déterminatif du champ lexical du coup et de la gorge ainsi que des activités en lien avec ces derniers.

## Exemples de mots
| x · x | F10 |

| x · x | F10 |

| s | a | m | F10 |

| s | a | m | F10 |

| n · U28 · A | F10 | A2 |

| n · U28 · A | F10 | A2 |